# TJ Jackson
Pour les articles homonymes, voir Jackson.
« TJ » Tito Joe Jackson, né le 16 juillet 1978 à Los Angeles en Californie (États-Unis), est un chanteur et musicien américain, l’un des trois membres du groupe musical 3T.

## Biographie
Tito Joe Jackson, surnommé « TJ » (qui sont ses initiales), est né le 16 juillet 1978 à Los Angeles. Il est le dernier des trois fils de « Tito » Jackson et de son épouse « Dee Dee » Delores Vilmas Martes (1955-1994). Il est par conséquent le neveu de Michael et de Janet Jackson notamment.
Il a des origines noires américaines par son père, dominicaines et porto ricaines  par sa mère.
À partir de 1994, il forme, avec ses deux frères aînés « Taj » et Taryll Jackson, le groupe 3T. Ensemble, ils sortiront plusieurs albums : 
- Brotherhood, sorti en 1995 et coproduit par leur oncle Michael Jackson (qui chante sur Why et I Need You). Cet album connaît le succès et se vend à 3 millions d’exemplaires dans le monde. Il est dédié à leur mère « Dee Dee » Martes, disparue tragiquement en 1994[1] ;
- Identity, sorti en 2004 ;
- Chapter III, sorti en 2015.

En 2019, TJ annonce via ses réseaux sociaux qu'il souhaite entamer une carrière solo tout comme son frère aîné Taryll Jackson. Il sort son premier single Insomnia, disponible sur toutes les plateformes de streaming, le 6 septembre 2019,. Il sort un second single intitulé I Don't Deserve This le 15 novembre.

## Vie privée
De 1995 à 1997, il fut le petit ami de Kim Kardashian. 
Il est également agent immobilier et possède sa propre agence Jackson-Preis Real Estate Group qu'il co-dirige avec son ami d'enfance Michael Preis 
TJ Jackson s’est marié le 7 juillet 2007 avec Frances Casey (née en 1975). De cette relation sont nés quatre enfants : Royal Tito Joseph Jackson (né le 24 octobre 1999), Delores Dior Jackson (née le 20 mars 2008), Dallas Jordane “Jojo” Jackson (née le 30 novembre 2010) et Rio Tito Joseph Jackson (né le 11 mars 2015).
Il a également obtenu, avec sa grand-mère, la garde des trois enfants de son oncle Michael Jackson après la mort de ce dernier en 2009.